# 伊斯坎德爾·阿里·米爾扎
伊斯坎德爾·阿里·米爾扎（1899年11月13日—1969年11月13日），巴基斯坦政治人物、巴基斯坦军人和建国后第一任总统。
米爾扎来自英屬印度孟加拉管辖区一个贵族家庭，祖先世代是孟加拉的納瓦卜。他的祖父有伊拉克阿拉伯人血统。他先后在孟买大学和英国桑德赫斯特皇家军事学院接受教育。毕业后，他加入英属印度陆军和政府部门。
印巴分治后，他获先后委任为国防部长、东巴基斯坦总督和内政部长。1956年，米爾扎当选为巴国首任总统。1958年，寻求连任的他面对政党在选举的不利情况宣布戒严。同年10月，米尔扎因和其他领导人如阿尤布·汗意见分歧而被逼流亡海外。
1959年开始，他一家定居伦敦但生活窮困，要靠外国富豪和政要接济。他病逝后，巴基斯坦总统叶海亚·汗拒绝讓米爾扎安葬于东巴基斯坦。最终伊朗沙王穆罕默德-礼萨·巴列维派專机把米爾扎的遗体带回德黑兰举行国葬。有不少巴基斯坦历史家对米爾扎有负面的评价，认为他在1958年发起的戒严成为日后巴国多次军事政变的首例，带来政局不稳。